# Polyalthia
Polyalthia es un género de plantas fanerógamas perteneciente a la familia de las anonáceas. Son nativas de los trópicos del Viejo Mundo hasta Australia.

## Descripción
Son árboles y arbustos, con pelos simples o glabros. Flores en su mayoría bisexuales, solitarias o en 2-muchas cimas de flores o fascículos, extra-axilares, axilares o de hojas opuestas, de vez en cuando en el tronco. Sépalos 3, valvados o ligeramente imbricados. Pétalos 6, biseriados, valvados, subiguales, a menudo muy grandes y vistosos. Estambres sobre todo numerosos, filamentos muy cortos, cuneiformes. Carpelos pocos a numerosos. Frutos monocarpos de pocos a muchos, indehiscentes, elipsoides, ovoides o subglobosos, estipitados o subsésiles.

## Sistemática
El género fue descrito por Carl Ludwig Blume y publicado en Flora Javae Annonac.: 68. 1830. La especie tipo es: Polyalthia subcordata (Blume) Blume.

### Lista de especies
Se reconocen 242 especies:
- Polyalthia acuminata Oliv.
- Polyalthia acuminata Thwaites
- Polyalthia affinis Teys. & Binn.
- Polyalthia agusanensis (Elmer) Merr.
- Polyalthia amicorum A.C. Sm.
- Polyalthia amischocarpa I.M. Turner
- Polyalthia amoena A.C. Sm.
- Polyalthia amygdalina (A. Gray) Gillespie
- Polyalthia andamanica Kurz
- Polyalthia angustielliptica G.E. Schatz & Le Thomas
- Polyalthia angustifolia A.C. Sm.
- Polyalthia angustissima Ridl.
- Polyalthia anomala Becc.
- Polyalthia argentea Hook. f. & Thomson
- Polyalthia armitiana F. Muell. ex F.M. Bailey
- Polyalthia asteriella Ridl.
- Polyalthia aubrevillei Ghesquiere Ex Aubre
- Polyalthia australis (Benth.) Jessup
- Polyalthia barnesii Merr.
- Polyalthia beccarii King
- Polyalthia borneensis Merr.
- Polyalthia branderhorstii Fedde
- Polyalthia brevipedunculata Boerl.
- Polyalthia brunneifolia J. Sinclair
- Polyalthia bullata King
- Polyalthia canangioides (Miq.) Boerl.
- Polyalthia capillata A.C. Sm.
- Polyalthia capuronii Cavaco & Keraudren
- Polyalthia cardiopetala Dalzell
- Polyalthia cauliflora Hook. f. & Thomson
- Polyalthia celebica Miq.
- Polyalthia ceramensis Boerl.
- Polyalthia cerasoides (Roxb.) Benth. & Hook. f. ex Bedd.
- Polyalthia chapelieri Baill.
- Polyalthia cheliensis Hu
- Polyalthia chinensis S.K. Wu & P.T. Li
- Polyalthia chlorantha Lauterb. & K. Schum.
- Polyalthia chloroxantha Diels
- Polyalthia chrysotricha Ridl.
- Polyalthia cinnamomea Hook. f. & Thomson
- Polyalthia clavigera King
- Polyalthia coffeoides (Hook. f. & Thomson) Hook. f. & Thomson
- Polyalthia congesta (Ridl.) J. Sinclair
- Polyalthia congregata King
- Polyalthia consanguinea Merr.
- Polyalthia coriacea Ridl.
- Polyalthia costata (Hook. f. & Thomson) Hook. f. & Thomson
- Polyalthia crassa R. Parker
- Polyalthia crassipes Engl.
- Polyalthia crassipetala Merr.
- Polyalthia cratiensis Bân
- Polyalthia cumingianana Merr.
- Polyalthia curtisii Ridl.
- Polyalthia decora Diels
- Polyalthia desmantha (Hook. f. & Thomson) Ridl.
- Polyalthia dielsii Cavaco & Keraudren
- Polyalthia discolor Diels
- Polyalthia dolichopoda (Merr.) I.M.Turner
- Polyalthia dubia Kurz
- Polyalthia dumosa King
- Polyalthia elegans K. Schum. & Lauterb.
- Polyalthia elliptica (Blume) Blume
- Polyalthia elongata Merr.
- Polyalthia emarginata Diels
- Polyalthia eriantha Ridl.
- Polyalthia flava Merr.
- Polyalthia floribunda Jovet-Ast
- Polyalthia florulenta C.Y. Wu ex P.T. Li
- Polyalthia forbesii F. Muell. ex Diels
- Polyalthia fragrans (Dalzell) Benth. & Hook. f.
- Polyalthia fruticans A. DC.
- Polyalthia fruticosa (Jessup) B. Xue & R.M.K. Saunders
- Polyalthia gamopetala Boerl. ex Koord.
- Polyalthia ghesquiereana Cavaco & Keraudren
- Polyalthia gigantifolia Merr.
- Polyalthia glabra (Hook. f. & Thomson) J. Sinclair
- Polyalthia glandulosa Merr.
- Polyalthia glauca (Hassk.) Boerl.
- Polyalthia glomerata King
- Polyalthia gracilipes Merr.
- Polyalthia gracilis Burck
- Polyalthia grandifolia Elmer
- Polyalthia greveana (Baill.) Palacký
- Polyalthia greveana (Baill.) T. Durand & Schinz
- Polyalthia habrotricha A.C. Sm.
- Polyalthia hancei Finet & Gagnep.
- Polyalthia harmandii (Pierre) Finet & Gagnep.
- Polyalthia havilandii Boerl.
- Polyalthia henrici Diels
- Polyalthia heteropetala (Diels) Ghesq.
- Polyalthia hirta Diels
- Polyalthia hirta Ridl.
- Polyalthia hirtifolia J. Sinclair
- Polyalthia hispida B. Xue & R.M.K. Saunders
- Polyalthia holtzeana F. Muell.
- Polyalthia hookeriana King
- Polyalthia humbertii Cavaco & Keraudren
- Polyalthia humblotii Cavaco & Keraudren
- Polyalthia hypogaea King
- Polyalthia hypoleuca Hook. f. & Thomson
- Polyalthia igniflora D.M. Johnson
- Polyalthia insularis (A.C. Sm.) A.C. Sm.
- Polyalthia jenkensii (Hook. f. & Thomson) Hook. f. & Thomson
- Polyalthia jenkinsii Hook. f. & Thomson
- Polyalthia johnsonii (F. Muell.) B. Xue & R.M.K. Saunders
- Polyalthia jucunda (Pierre) Finet & Gagnep.
- Polyalthia keraudreniae Le Thomas & G.E. Schatz
- Polyalthia khaosokensis Bunchalee, Leerat. & Sinbumr.
- Polyalthia kingii Baker f.
- Polyalthia klemmei Elmer
- Polyalthia korinti Thwaites
- Polyalthia korinti (Dunal) Thwaites
- Polyalthia kunstleri King
- Polyalthia laddiana A.C. Sm.
- Polyalthia lamii Cavaco & Keraudren
- Polyalthia lanceolata S. Vidal
- Polyalthia lancilimba C.Y. Wu ex P.T. Li
- Polyalthia lasioclada I.M. Turner
- Polyalthia lateriflora King
- Polyalthia lateritia J. Sinclair
- Polyalthia lauii Merr.
- Polyalthia leandrii Cavaco & Keraudren
- Polyalthia leptopoda Diels
- Polyalthia litseifolia C.Y. Wu ex P.T. Li
- Polyalthia littoralis (Blume) Boerl.
- Polyalthia liukiuensis Hatus.
- Polyalthia loheri Merr.
- Polyalthia longifolia (Sonn.) Thwaites
- Polyalthia longifolia Benth. & Hook. f.
- Polyalthia longipedicellata (Alister, G. Rajkumar, Nazarudeen & Pandur.) Shailajakumari, Parthipan, A.K.Sreekala & E.S.S.  Kumar
- Polyalthia longipes (Miq.) Koord. & Valeton
- Polyalthia longirostris (Scheff.) B. Xue & R.M.K. Saunders
- Polyalthia lopadantha Diels
- Polyalthia loriformis Gillespie
- Polyalthia lucens Baker
- Polyalthia lucida Merr.
- Polyalthia luensis Finet & Gagnep.
- Polyalthia luzonensis B. Xue & R.M.K. Saunders
- Polyalthia macrantha King
- Polyalthia macropoda King
- Polyalthia macropoda (Miq.) F. Muell.
- Polyalthia macrorhyncha Miq.
- Polyalthia madagascariensis Cavaco & Keraudren
- Polyalthia magnoliaeflora Maingay ex Hook. f. & Thomson
- Polyalthia malabarica (Bedd.) I.M. Turner
- Polyalthia mariannae (Saff.) Merr.
- Polyalthia maritima Baill.
- Polyalthia mayumbensis Exell
- Polyalthia meghalayensis Prakash & Mehrotra
- Polyalthia merrittii (Merr.) Merr.
- Polyalthia michaelii C.T. White
- Polyalthia micrantha Boerl.
- Polyalthia mindanaensis Elmer
- Polyalthia montana Ridl.
- Polyalthia mortehani De Wild.
- Polyalthia mossambicensis Vollesen
- Polyalthia motleyana (Hook. f.) Airy Shaw
- Polyalthia multistamina G.E. Schatz & Le Thomas
- Polyalthia nemoralis Aug. DC.
- Polyalthia nickersonii Elmer
- Polyalthia nitidissima (Dunal) Benth.
- Polyalthia novoguineensis (H. Okada) B. Xue & R.M.K. Saunders
- Polyalthia obliqua Hook. f. & Thomson
- Polyalthia oblonga King
- Polyalthia oblongifolia Burck
- Polyalthia oblongifolia C.B. Rob.
- Polyalthia obtusa Craib
- Polyalthia oligogyna Merr. & Chun
- Polyalthia oligosperma (Danguy) Diels
- Polyalthia oliveri Engl.
- Polyalthia pachyphylla King
- Polyalthia pacifica Elmer
- Polyalthia palawanensis Merr.
- Polyalthia pannosa (Dalzell) Finet & Gagnep.
- Polyalthia papuana Scheff.
- Polyalthia parkinsonii Hutch.
- Polyalthia parviflora Ridl.
- Polyalthia patinata Jessup
- Polyalthia pedicellata A.C. Sm.
- Polyalthia pendula Capuron ex G.E. Schatz & Le Thomas
- Polyalthia perrieri Cavaco & Keraudren
- Polyalthia petelotii Merr.
- Polyalthia pingpienensis P.T. Li
- Polyalthia pinnatinervia Elmer
- Polyalthia plagioneura Diels
- Polyalthia polycarpa Burck
- Polyalthia polyphlebia Diels
- Polyalthia pulchra King
- Polyalthia pulchrinervia Boerl.
- Polyalthia pulgarensis Elmer
- Polyalthia pumila Ridl.
- Polyalthia purpurea Ridl.
- Polyalthia pycnantha (Hook. f.) King
- Polyalthia ramiflora Merr.
- Polyalthia reticulata Elmer
- Polyalthia richardiana Baill.
- Polyalthia romblonensis Elmer
- Polyalthia rufa Craib
- Polyalthia rufescens Hook. f. & Thomson
- Polyalthia rumphii (Blume ex Hensch.) Merr.
- Polyalthia sambiranensis Capuron ex Le Thomas & G.E. Schatz
- Polyalthia saprosma I.M. Turner
- Polyalthia sarawakensis Diels
- Polyalthia sasakii Yamam.
- Polyalthia sauveolens Engl. & Diels
- Polyalthia sclerophylla Hook. f. & Thomson
- Polyalthia scortechinii King
- Polyalthia scytophylla Ghesq.
- Polyalthia shendurunii Basha & Sasidh.
- Polyalthia simiarum (Buch.-Ham. ex Hook. f. & Thomson) Benth. ex Hook. f. & Thomson
- Polyalthia simiarum (Buch.-Ham. ex Hook. f. & Thomson) Benth.
- Polyalthia sinclairiana I.M. Turner
- Polyalthia socia Craib
- Polyalthia stellata (Heusden) B. Xue & R.M.K. Saunders
- Polyalthia stenopetala (Hook. f. & Thomson) Ridl.
- Polyalthia stuhlmannii (Engl.) Verdc.
- Polyalthia suaveolens Engl. & Diels
- Polyalthia subcordata (Blume) Blume
- Polyalthia suberosa (Roxb.) Thwaites
- Polyalthia sublanceolata (Miq.) Merr.
- Polyalthia submitrata (Miq.) Ridl.
- Polyalthia submontana (Jessup) B. Xue & R.M.K. Saunders
- Polyalthia subsessilifolia Baker f.
- Polyalthia sumatrana (Miq.) Kurz
- Polyalthia tanganyikensis Vollesen
- Polyalthia tenuipes Merr.
- Polyalthia tenuipes Merr.
- Polyalthia thorelii (Pierre) Finet & Gagnep.
- Polyalthia tirunelveliensis M.V. Viswan. & Manik.
- Polyalthia trichoneura Diels
- Polyalthia tsiangiana P.T. Li
- Polyalthia urdanetensis Elmer
- Polyalthia velutinosa Ridl.
- Polyalthia verdcourtii Vollesen
- Polyalthia verrucipes C.Y. Wu ex P.T. Li
- Polyalthia viridis Craib
- Polyalthia vitiensis Seem.
- Polyalthia watui K.M. Wong
- Polyalthia xanthocarpa B. Xue & R.M.K. Saunders
- Polyalthia xanthopetala Merr.
- Polyalthia zamboangaensis Merr.
- Polyalthia zhui X.L. Hou & S.J. Li